# Гоплофонеус
Гоплофонеус (Hoplophoneus) — викопний рід хижих ссавців родини німравіди (Nimravidae). Тварина існувала на території Північної Америки в кінці еоцену — на початку олігоцену (38—33 млн років тому).

## Опис

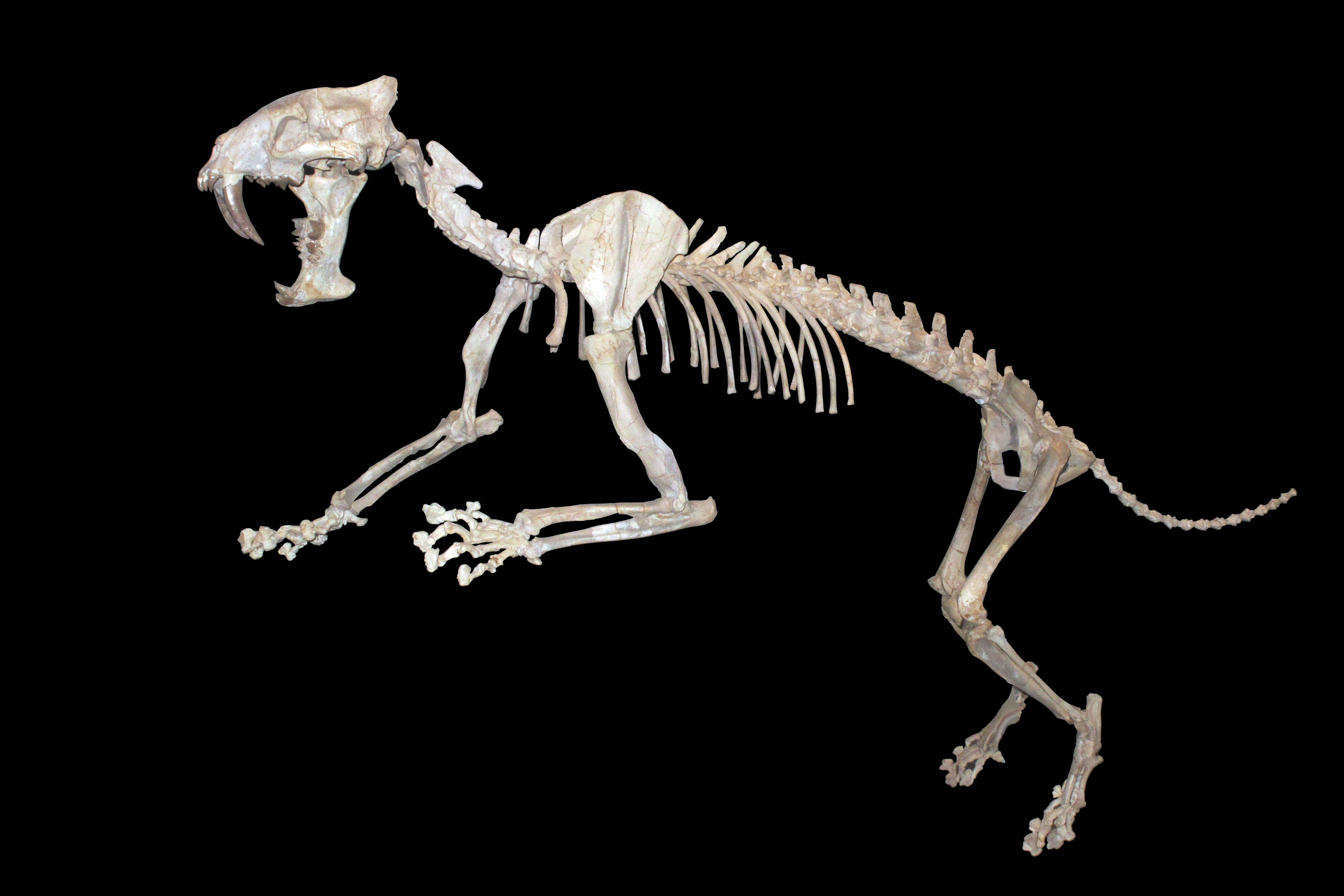
Скелет H. primaevus, Цюріхський музей природознавства

Гоплофонеус, як і його родичі, був схожий на сучасних великих кішок та мав два довгих, конусоподібних ікла та спеціальні кістяні чохли на нижній щелепі. Тіло було завдовжки 130 см та вагою 160 кг. Тварина мала короткі, але сильні ноги. Мабуть, гоплофонеус полював із засідки, подібно до сучасного лева, швидко досягав максимальної швидкості, але не міг бігти на великих відстанях.